# كاري (فلم 1976)
كاري (بالإنجليزية: Carrie) هو فيلم رعب أمريكي تم إنتاجه في سنة 1976، قصته مأخوذة من رواية كاري لستيفن كينغ وهو من إخراج براين دي بالما وبطولة سيسي سبيسك و‌جون ترافولتا و‌بيبر لوري، تدور القصة حول فتاة عمرها 17 سنة إسمها كاري وايت وهي فتاة خجولة وليس لها أصدقاء، وهي كبش الفداء في مدرستها ودائماً ما تلقى كل المشاكل عليها وفي المنزل أيضاً تعاملها والدتها معاملة قاسية وذلك لكونها مسيحية متعصبة. في أثناء حيضها تعاني من نزف كبير وثم تقوم الفتيات الأخريات من كريستين وسوزان بالسخرية منها. ترشح الفيلم لنيل جائزتي أوسكار واحدة لسيسي سباسيك كأفضل ممثلة والأخرى لبيبر لوري كأفضل ممثلة مساعدة، في سنة 2013 تم إنتاج نسخة أخرى بنفس العنوان.

## روابط خارجية
- مقالات تستعمل روابط فنية بلا صلة مع ويكي بيانات